# Стари хришћанин
Стари хришћанин (шп. cristiano viejo; порт. cristão velho) је била друштвена и правна категорија која се користила на Иберијском полуострву у касном 15. и раном 16. веку да обележи оне који су имали доказану „чисту крв“ у односу на нове хришћане, то јест, особе које су делимично или потпуно биле јеврејског или маварског порекла и које су су се покрстиле, као и њихови потомци. Статус старог хришћанина, иако није доносио никакве привилегије ни у оквиру државе ни на професионалном нивоу, представљао је престиж и понос ономе ко је то био, јер многи богати људи и људи на високим положајима нису били стари хришћани, за разлику од огромног дела обичног народа и сиротиње која је тај статус добијала по рођењу. Национална свест Шпанаца оног доба је била нека мешавина етничких и верских елемената и представљала је савршен увод у каснији национализам.
У пракси, да би неко доказао да је стари хришћанин (што се често тражило да би се на пример, имао приступ одређеним занимањима), требало је да поднесе на увид седам крштеница — своју, својих родитеља и бабе и деде и са мајчине и са очеве стране, што се називало „утврђивањем чистоте крви“. Ова процедура је била неопходна за улазак у службу на многа места у држави, универзитетска удружења, занатлијска удружења, војне и религиозне редове и др. Чак и сама инквизиција, иако је и сама захтевала чистоту крви од својих нижих чланова, такође је била под сумњом да су многи њени најугледнији и најутицајнији чланови били нови хришћани. Познато је да постоје основане сумње да је први главни инквизитор и исповедник Изабеле Католичке, Томас де Торкемада, вероватно био нови хришћанин.

## Историјски корени
Појам старог хришћанина настаје за време Реконкисте, од момента када су територије под хришћанском контролом густо насељене (11, 12. и 13. век: прво долине Ебра и Таха, а потим и Гвадалкивира и источне обале полуострва). Почев од кризе у 15. веку, и упркос завршетку Реконкисте, тензије у друштву су све јаче, а нетрпељивост према Јеврејима подстакнута предрасудама све интензивнија. У тим условима долази до погрома Јевреја 1391. године, коме су следила многа насилна покрштавања и појава мањинске групе покрштених Јевреја (погрдно званих мараноси) која је константно била прогоњена (нарочито од побуне Педра Сармијента у Толеду 1449. године). С друге стране, ту су били и мудехари (муслимани који су живели у хришћанским краљевинама), који су такође били протагонисти једне побуне већ у 13. веку.

## Улога у друштву
„Чистота крви“ или „немешана крв“ која се приписивала тзв. старим хришћанима била је, у суштини, идеја без много основа. Ако изузмемо становништво у најсевернијим деловима Иберијског полуострва, готово да је немогуће да је постојао неки становник полуострва који није имао неког претка муслиманске или јеврејске вероисповести. У доба Реконкисте кад би један град био освојен, често се дешавало да је становништво вероисповести губитника бежало у егзодусима и остављало град скоро пуст, да би га победници поново населили становништвом сопствене вероисповести. Међутим, и поред овог обичаја, становници Ал-Андалуза, махом муслимани, углавном су на крају прелазили у хришћанство и прилагођавали се друштву хришћанских освајача, на исти начин како су то вековима раније урадили хришћани након арапског освајања полуострва у 8. веку. Разлика између старих и нових хришћана, према томе, налази се у томе што су нови хришћани плод последњих присилних конверзија које су чиниле део политике религијске једообразности полуострва које су започели Католички краљеви.
Међутим, већина простог народа је мислила да потиче од хришћана са северних територија (кантабријског и пиринејског појаса), који никад нису били под муслиманском влашћу и који су започели Реконкисту и поновно насељавање оних територија одакле су муслимани били протерани. С тим у вези, припадање нижој класи није умањивало статус старог хришћанина, чак напротив, обичан свет је с пуним правом могао да оптужује више и богатије класе да нису стари хришћани због послова на основу којих су се обогатили и који су, по народном схватању, били послови које су обављали само Јевреји и нови хришћани (грех зеленашења је хришћанима, а такође и муслиманима, забрањивао да се баве позајмљивањем новца уз камате, а такође је и концепт извлачења користи био теолошки осуђен). Буржоазија (нарочито банкари и трговци) је према томе, увек будила сумње и подозрење, као и високо племство, чији су припадници ретко кад могли да докажу да сигурно немају неку тамну мрљу у свом родослову. Године 1560. Франсиско де Мендоза и Бовадиља (шп. Francisco de Mendoza y Bovadilla) написао је „Мрље шпанског племства или везе и срамоте њихових родослова“ (шп. El tizón de la nobleza española, o máculas y sambenitos de sus linajes) у коме доказује како цела шпанска аристократија има јеврејске претке. Такође је позната и „Зелена књига Арагона“ која такође датира из 16. века, и која наводно доказује да је и сама краљевска породица, почев од династије Трастамара, имала претке новохришћане. Инквизиција, која је прогонила криптојудаизам, такође је била преплављена новим хришћанима који су, да би доказали како су искрени хришћани, били много оштрији и суровији у својим задацима од старих хришћана.
У Португалу, законско разликовање између старих и нових хришћана је укинуо маркиз де Помбал, 1772. године.